# Claudinha Bagunceira
"Claudinha Bagunceira" é uma canção da cantora brasileira Claudia Leitte, contida no álbum Axemusic. Foi composta por Tatau e Xixinho. O lançamento da faixa ocorreu no dia 19 de novembro de 2013 nas rádios brasileiras.

## Composição e lançamento
A canção foi composta pelo vocalista do Ara Ketu, Tatau em parceria com Xixinho. Claudia Leitte apresentou a música pela primeira vez no dia 11 de junho de 2013 durante um pocket show da SKY Live junto com outras músicas inéditas que fariam parte de seu novo projeto Axémusic - Ao Vivo. No dia 29 de junho de 2013, Claudia apresentou a música pela primeira vez na televisão, no programa Caldeirão do Huck, para promover a gravação de seu novo DVD AXEMUSIC - Ao Vivo em Recife.
No dia 5 de julho de 2013, Claudia Leitte lançou um hotsite de divulgação da gravação de seu novo DVD. No hotsite foi incluso uma versão de Claudinha Bagunceira para os fãs conhecerem algumas canções inéditas que fariam parte do repertório. No dia 25 de julho, foi divulgado um vídeo no Youtube da cantora, o Ballet Claudia Leitte ensinando a coreografia da canção.

## Divulgação e críticas
No dia 19 de novembro, a música foi enviada para as rádios e para os críticos brasileiros. O crítico do Notas Musicais, Mauro Ferreira disse que "a música tem a pulsação vivaz, a percussão e a vibe festiva habitualmente associadas à era de ouro do gênero rotulado como axé music". Claudia Leitte apresentou a canção ao vivo na final da segunda temporada do The Voice Brasil no dia 26 de dezembro de 2013, nos programas Encontro com Fátima Bernardes, Esquenta, TV Xuxa e no Divertics especial de Natal.

## Desempenho nas paradas
Na primeira semana de dezembro de 2013, a Crowley Broadcast Analysis divulgou em sua página oficial no Facebook que a canção Claudinha Bagunceira ocupava a segunda posição das músicas mais tocadas da cidade de Salvador. No período de 1 de janeiro de 2014 à 6 de março de 2014, a canção acumulou mais de 1.800 execuções nas rádios do país. Campinas foi o local em que a canção foi mais executada nesse período, seguido de Vale do Paraíba / Litoral de São Paulo, Ribeirão Preto, Salvador e Recife.
| Parada (2013-14)                                | Melhor posição |
| ----------------------------------------------- | -------------- |
| BR Billboard Brasil Regional Salvador Hot Songs | 2              |

## Prêmios e Indicações
Lista de prêmios e indicações pela canção Claudinha Bagunceira.
| Ano  | Premiação           | Categoria     | Resultado |
| ---- | ------------------- | ------------- | --------- |
| 2014 | Prêmio Aratu Online | Melhor Música | Venceu    |
| 2014 | Troféu Band Folia   | Melhor Música | Indicado  |

## Histórico de lançamento
| País   | Data                   | Formato          | Gravadora |
| ------ | ---------------------- | ---------------- | --------- |
| Brasil | 29 de janeiro de 2014  | videoclipe       | Som Livre |
| Brasil | 20 de janeiro de 2014  | download digital | Som Livre |
| Brasil | 19 de novembro de 2013 | Airplay          | Som Livre |